# Crimes en sourdine
Pour plus de détails, voir Fiche technique et Distribution.
Crimes en sourdine  est une comédie française réalisée par Joël Chalude et Stéphane Onfroy, sortie en 2012.
D’abord intitulé Arsenic et Vieilles Oreilles en hommage au film-culte de Frank Capra, il s’agit du premier long-métrage de fiction, qui plus est burlesque, jamais réalisé par et avec des sourds dans l’histoire du cinéma français.

## Synopsis
Deux vieilles tantes sourdes complètement déjantées consacrent leur temps et leur énergie à trucider tous les protagonistes d'une intervention chirurgicale ratée aux dépens d'un neveu (un implant cochléaire destiné à le guérir de sa surdité de naissance). Leur dessein va être contrarié par la venue d’un serial killer, également sourd, poursuivi par les polices du monde entier, et la détermination d’un interprète pour sourds à les faire interner...

## Fiche technique
- Titre original : Crimes en sourdine (ex. Arsenic et vieilles oreilles)
- Réalisation : Joël Chalude et Stéphane Onfroy
- Scénario : Joël Chalude
- Décors : Mireille Hrustic et Delphine Léger
- Costumes : Agnès Pellan
- Photographie : Céline Perriolat puis Grégory Hauguel
- Montage : Stéphane Onfroy
- Son : Jean-Éric Lhuissier
- Producteur : Joël Chalude ; Alain L’Éveille (coproducteur)
- Sociétés de production : Prod2Demain ; Sourds Métrages (coproduction)
- Sociétés de distribution : Gonella Productions, Prod2Demain
- Pays d'origine :  France
- Format : couleur
- Langue originale : langue des signes française, français
- Genre : comédie
- Durée : 121 minutes
- Date de sortie :
- France : 7 juillet 2012

## Distribution
- Héléna Mogelan : Melle Brun
- Annie Cordy : Mme Garcia
- Joël Chalude : Martin
- Marc Delacour : Théo
- Chantal Liennel : Josette
- Evelyne Sebag : Yvonne
- Fanny Druilhe : Hélène
- Patrick Préjean : Professeur Chouara
- Roland Magdane : un producteur
- Victor Abbou : Adolphe
- Annick Alane : Mme Garcia II
- Jean-Marie Juan : Doltspock
- Bernard Ménez : un producteur
- Marina Tomé : Mme Garcia III
- Ginette Garcin : Mme Garcia IV

### Source
- Le cinéaste sourd revisite Arsenic et vieilles dentelles